# 藤木英雄
藤木 英雄（ふじき ひでお、1932年〈昭和7年〉2月20日 - 1977年〈昭和52年〉7月9日）は、日本の刑事法学者。元東京大学法学部教授。法学博士。従四位勲四等旭日小綬章。長野県松本市出身。

## 人物
団藤重光門下で学究生活に入り、早くからその才を認められる。可罰的違法性論、過失論、経済犯罪をはじめとする多くの分野で斬新な学説を唱え、「人よりも十年早く、人の数倍の業績をあげた異能の人」と平野龍一から評価されたが、45歳で死去した。妻は弁護士（ベーカー＆マッケンジー法律事務所オブ・カウンセル）の藤木美加子。

## 学説
藤木は、師の団藤と同じく行為無価値論の立場を基本としつつも、刑法を実質的・機能的に考察し、その成果を刑事政策等立法提言につなげるという立場である結果無価値論の平野の問題提起を受け止めた上で、既存の理論にとらわれない、現代の社会情勢に適応し、市民生活の基準としての視点を加味したリベラルで科学的な刑法理論を構築しようとした。
藤木は、このような見地から、団藤の犯罪理論を、人格的責任論を基礎に旧派の行為主義から新派の行為者主義への歩み寄りであると見た上で、かつてこのような歩み寄りが可能であったのは、何が違法で処罰に値する行為であるかという価値観では両派に違いはなく、共通していたからであるとし、工業・産業の発達によって個々人の価値観や利益が錯綜する現代社会では、殺人や強盗といった伝統的な犯罪とは異なり、違法と合法の限界が曖昧な「現代型犯罪」の発生が不可避であり、かかる現代型犯罪では、日常用語で形式的画一的に犯罪行為を記述し、適法な行為と違法な行為を振り分けていく形式的犯罪論は妥当しないと主張した。
このように、藤木の刑法理論の特徴は、社会の発展に伴い新たに噴出する法律問題について、実務家の需要とその背後にある市民の社会的要請に応えて、いち早く解決の示唆を与え理論構成するという点にあるとされている。
藤木の出世作は、実務家の需要に応えるとの見地から執筆された後掲『経済取引と犯罪』であり、これは詐欺、横領、背任に関する実務上の難問についての論文である。藤木は、同書における刑事法と民事法の交錯する分野の問題についての問題意識を発展させて、その後、社会に登場して間もないクレジットカードについて研究し、他に先駆けて、客観的に支払不能であり、支払の意思もないのにもかかわらず、自分名義のクレジットカードを使用することは信販会社に対する2項詐欺を成立させるとの見解を明らかにした。これをきっかけに無罪説は急速に支持を失い、理論構成は異なるものの詐欺罪成立説が実務に根付くことになった。
また、労働争議が激化する時代状況の下で、いち早くこれに対応し、佐伯千仭の可罰的違法性に関する研究を発展させて、社会通念からみて処罰に値しない行為に構成要件該当性を認める理由はないとして、団藤の定型説を形式的犯罪論であるとして批判した。リベラルな観点からの市民的な感覚を取り入れた犯罪理論であり、かかる実質的犯罪論は、その後前田雅英によって承継・発展され、一部の法律実務家からの支持を得ている。
共謀共同正犯については、これを認める判例・実務と、団藤に代表される否定説が激しく対立していたが、他人の行為の自己の手段として犯罪を行なったという点で間接正犯に類似するとの理論構成から肯定説を展開し、練馬事件判決（最大判昭和33年5月28日刑集12巻8号1718号）で採用されたとされている。
誤想防衛においては、行為無価値論を徹底させて、行為時において正当防衛状況があると誤信するのに相当な理由がある場合は正当防衛として違法性を阻却するとの見解を明らかにし、川端博により支持されたが、この点に関しては実務上も受け入れられなかった。
賄賂罪における「職務」の意義について、単なる私的な行為でなく、公務員の地位にあることによって強い公的な影響力を与えることのできる公的な事実行為も職務に密接に関連する行為として含まれるとの解釈を示し、死後ロッキード事件の第一審判決（東京地判昭和58年10月12日判時1103号1頁）で採用され、内閣総理大臣による運輸大臣を介しての航空機選別に関する行政指導についても賄賂罪の成立を認める道を開いた。
この他にも、名誉毀損に関する刑法230条の2について、公益性のある報道は表現の自由に基づくものでそもそも違法ではないとして「35条による違法性阻却説」を提唱するなど、師である団藤からも一目置かれるほど、その功績と研究に対する熱意は高く評価され、判例によって採用されるには至っていないものの、後に団藤自身が「35条による違法性阻却説」に自説を改め、従来錯誤という責任のレベルでなされていた議論が違法論のレベルに移るきっかけをつくった。
戦後の数ある刑法学上の論争の中で、実務上最も重要な意義をもったのは過失責任を巡るものである。藤木は、高度成長期において非伝統的な犯罪が多発するという状況に際して、新たに企業側の過失責任を拡張することで、被害に苦しむ市民を救わんと尽力し、新過失論を一歩進めて「新・新過失論」・「危惧感説」を提唱した。危惧感説が登場する以前の新過失論は、逆に伝統的犯罪や交通事犯に対する過失責任の限定を意図していただけに、画期的な転換といえる。危惧感説は、後に板倉宏らの一部の学者や検察官の支持を得て、森永ヒ素ミルク中毒事件で採用されるに至ったが、北大電気メス事件( 札幌高判昭 51.3.18 高刑集 29.1.78) では明確に排斥されており、学会でも一般的な支持は得られなかった。
以上のような市民のための刑法を模索する姿勢は、著書『刑法各論』においてユニークな形として表れる。従来の（そして現在においても）刑法各論の教科書は、刑法典に記された犯罪の諸類型を順次解説していくというスタイルを採るものばかりであったが、藤木は、自身の理論に基づき、犯罪を伝統的犯罪と現代型犯罪に分け、現代型犯罪について、例えば、「交通事故」「医療事故」「薬害事故」「不動産取引」といった章立てをして、各場面毎にどのような罪と罰があるのかを解説し、社会生活のいかなる場面でいかなる刑法が適用されるのかといった視点から再構成し、市民の生活実感に即したものとした。後年、西原春夫や平川宗信がこの試みに続き、ユニークな教科書を世に送り出したが、近年はこのスタイルを踏襲する教科書は登場していない。

## 経歴
- 旧制東京都立第六中学校（現東京都立新宿高等学校）(五修での入学)、旧制第一高等学校(四修での入学)を経て、1950年に東京大学法学部(旧制)入学。
- 1953年、東京大学法学部(旧制)卒業。同大法学部助手。
- 1956年、東京大学法学部助教授。
- 1960年、フルブライト奨学金を得てコロンビア大学法科大学院に1年間留学。
- 1966年、東京大学法学部教授。

## エピソード
- 東大を首席で卒業。在学中に司法試験と国家公務員試験を首席で合格[10]、俗に言う「トリプルクラウン」（東大法学部、司法試験、国家公務員試験の全てにおいて首席）を達成[11]。
- 福田平、大塚仁、内藤謙、香川達夫ら兄弟子が他大に移って助教授・教授になっていく中、最後まで東大に残り、34歳の若さで東大教授となった。
- 1972年に網膜剥離症で失明に近い状態になっても、懸命に学究活動を続けていたが、1977年に急性腎不全で45歳死去。

## 著書

### 単著
- 『経済取引と犯罪』（有斐閣、1965年）
- 『経済犯罪』（日本経済新聞社、1966年）
- 『刑法演習講座』（立花書房、1966年）
- 『刑法』（有斐閣、1967年）
- 『可罰的違法性の理論』（有信堂、1967年）
- 『刑事政策』（日本評論社、1968年）
- 『過失犯の理論』（有信堂、1969年）
- 『現代と刑事政策』（成文堂、1970年）
- 『刑法』（弘文堂、1971年）
- 『刑法各論』（有斐閣、 1972年）
- 『新しい刑法学』（有斐閣、1974年）
- 『公害犯罪』（東京大学出版会、1975年）
- 『可罰的違法性』（学陽書房、1975年）
- 『刑法講義総論』（弘文堂、1975年）
- 『行政刑法』（学陽書房、1976年）
- 『刑法講義各論』（弘文堂、1976年）

### 共著
- 『食品・薬品公害』　（有斐閣、1973年）
- 『刑事訴訟法入門』（有斐閣、1976年）
- 『刑法案内』（日本評論社、1980年）

### 編著
- 『教材刑法入門』（有斐閣、1966年）
- 『公害犯罪と企業責任』（弘文堂、1975年）
- 『過失犯』（学陽書房、1975年）
- 『刑法の争点』（有斐閣、1977年、増補版1984年）

### 共編著
- 『法学教材』（有信堂、1968年）
- 『刑事政策講座 全3巻』（成文堂、1971 - 1972年）
- 『薬品公害と裁判』（東京大学出版会、1974年）
- 『現代刑法講座 全5巻』（成文堂、1977 - 1982年）

### 門下
- 沼野輝彦
- 船山泰範

- 伊東研祐